# Jöns Munk
Jöns Munk, född 31 oktober 1746, död 26 december 1792, var en svensk domkyrkoorganist i Växjö församling.
En tuschtekning med porträtt av Munk finns bevarade. Den är gjord av Charlotta Mörner (född 1760).

## Biografi
Munk föddes 31 oktober 1746. Hav gick  mellan 1753 och 1763 i Kristianstads trivialskola, Kristianstad. 1763 blev han student vid Lunds universitet och tog examen i theologicum. På grund av sin dåliga ekonomi var han tvungen att lämna akademin och försörja sig som informator. Han arbetade som det under 10 års tid. Munk valdes 7 maj 1780 till domkyrkoorganist i Växjö församling.